# Giovanna, delfina d'Alvernia
Giovanna d'Alvernia, in francese Jeanne Ire (dauphine d'Auvergne) (1414 circa – Ardres, 26 maggio 1436) fu Contessa di Clermont, di Montferrand e di Sancerre e Delfina d'Alvernia, dal 1426 alla sua morte.

Fu l'ultimo Delfino d'Alvernia del Casato di Clermont-Auvergne; dopo lei il Delfinato d'Alvernia passò ai Borbone.

## Origine
Giovanna era l'unica figlia del Delfino d'Alvernia, Conte di Clermont, di Montferrand e di Sancerre, Beraldo III e della sua prima moglie, Giovanna de La Tour, figlia della Contessa d'Alvernia e di Boulogne, Maria I e del marito, il signore de La Tour, Bertrando IV; anche un documento, datato 1436, delle Preuves de l'Histoire généalogique de la maison d'Auvergne, tome 2 conferma che Giovanna (Johanna Dalphina) era la figlia di Beraldo III e Giovanna de La Tour.
Beraldo III delfino d'Alvernia era il figlio maschio primogenito del Delfino d'Alvernia, Conte di Clermont e di Montferrand, Beraldo I e della sua terza moglie, la contessa di Sancerre, Margherita di Sancerre, come conferma un documento, datato 1436, delle Preuves de l'Histoire généalogique de la maison d'Auvergne, tome 2 (Beraldus Dalphini Margaretæ comitissæ de Sacrocæsare secundus nuptus fuerat; ex quorum matrimonio octo liberi videlicet, Beraldus, Johannes, Ludovicus et Robertus, Johanna, Maria, Jaqueta et Margareta progeniti fuerant), figlia ed erede di Giovanni III Conte di Sancerre e della sua prima moglie, Margherita di Marmande, signora di Sagonne, Marmande e Faye-la-Vineuse, come ci viene confermato dallo storico, chierico, canonista e bibliotecario francese, Étienne Baluze.

## Biografia
Sua madre, Giovanna de La Tour, morì quando Giovanna era ancora molto piccola, ed il padre, Beraldo, dopo alcuni anni si sposò in seconde nozze, con Margherita di Chauvigny († 1473), che non diede alcun discendente a Beraldo; infatti suo padre, Beraldo morì pochi giorni dopo il suo secondo matrimonio, durante una riunione del consiglio del re di Francia Carlo VII; in presenza del re, Beraldo fu ucciso da un certo Tannegui du Châtel; la data di morte è riportata nelle Preuves de l'Histoire généalogique de la maison d'Auvergne, tome 2, il 28 luglio 1426 (XXVIII julii. Obiit d. Beraldus Dalphini comes Claromontensis, MCCCCXXVI). A Beraldo come Delfina d'Alvernia e contessa di Sancerre gli succedette Giovanna, l'unica figlia.
Due anni dopo fu organizzato il matrimonio di Giovanna con Luigi di Borbone, che, secondo lo storico e genealogista francese, Pierre de Guibours, detto Père Anselme de Sainte-Marie o più brevemente Père Anselme, era il figlio terzogenito del quarto duca di Borbone, Giovanni I e della sua terza moglie, la duchessa d'Alvernia e contessa di Montpensier, Maria di Berry; il documento n° 5282 dei Titres de la maison ducale de Bourbon, datato 9 ottobre 1426, riferisce di un primo accordo tra Carlo I di Borbone, fratello di Luigi e gli zii di Giovanna, Roberto, vescovo di Chartres, Giacomina, badessa a Saint-Menoux e Bertrando, signore de La Tour; infatti il contratto matrimoniale tra Luigi (dominus Ludovicus de Bourbon filius) e Giovanna (domicella Johanna Dalphina Arverniæ comitissa Claromontis et de Sacrocæsare), secondo le Preuves de l'Histoire généalogique de la maison d'Auvergne, tome II, fu siglato l'8 dicembre 1426.
Il matrimonio fu celebrato due anni dopo, nel 1428.
Il 20 maggio del 1436, Giovanna, essendo malata e sentendosi allo stremo delle forze, fece testamento, ed essendo senza eredi, indicò come erede di tutti i suoi beni il marito, Luigi di Borbone.
Giovanna morì sei giorni dopo, nel castello di Ardes e come Delfino d'Alvernia le succedette il marito, Luigi di Borbone, primo delfino della dinastia dei Borbone, anche un documento delle Preuves de l'Histoire généalogique de la maison d'Auvergne, tome II, conferma la morte di Giovanna il 26 maggio 1436 (XXVI. Maii. Obiit domina Joanna comitissa Claromontis et Delphina Arverniæ MCCCCXXXVI).

## Discendenza
Giovanna a Luigi non diede figli.

### Fonti primarie
- (LA)  Baluze, Preuves de l'Histoire généalogique de la maison d'Auvergne, tome 2.
- (LA)  Preuves de l'Histoire généalogique de la maison d'Auvergne.
- (LA, FR)  Histoire généalogique des ducs de Bourgogne de la maison de France.

### Letteratura storiografica
- (FR)  Histoire généalogique et chronologique de la maison royale de France, tome premier.
- (FR)  Baluze, Histoire généalogique de la maison d'Auvergne, tome 1.
- (FR)  L'art de vérifier les dates des faits historiques, des chartes, des chroniques.
- (FR)  Histoire généalogique de la maison d'Auvergne, justifiée par chartes, titres.
- (FR)  Titres de la maison ducale de Bourbon.